# Valfurva

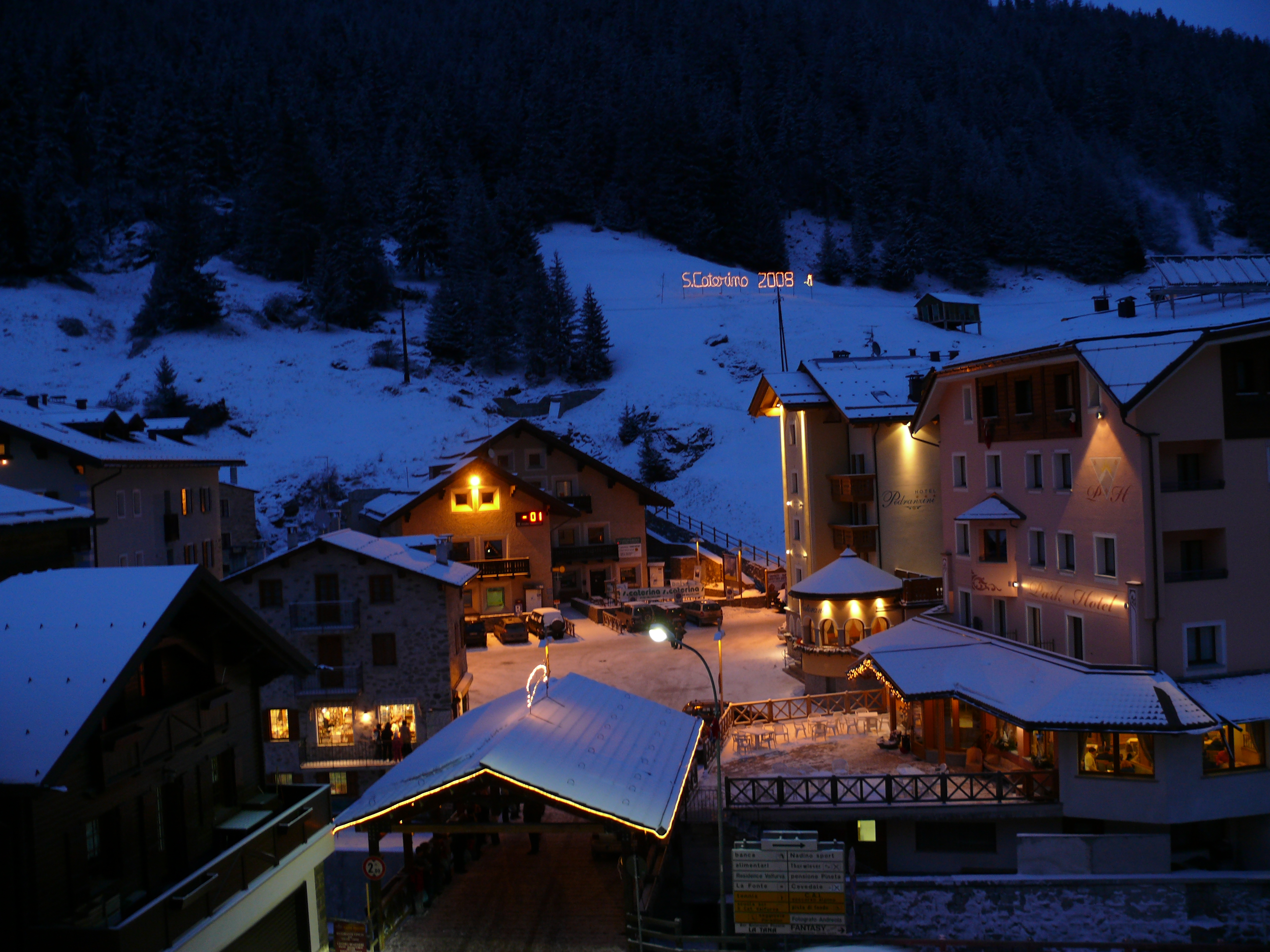
Santa Caterina Valfurva

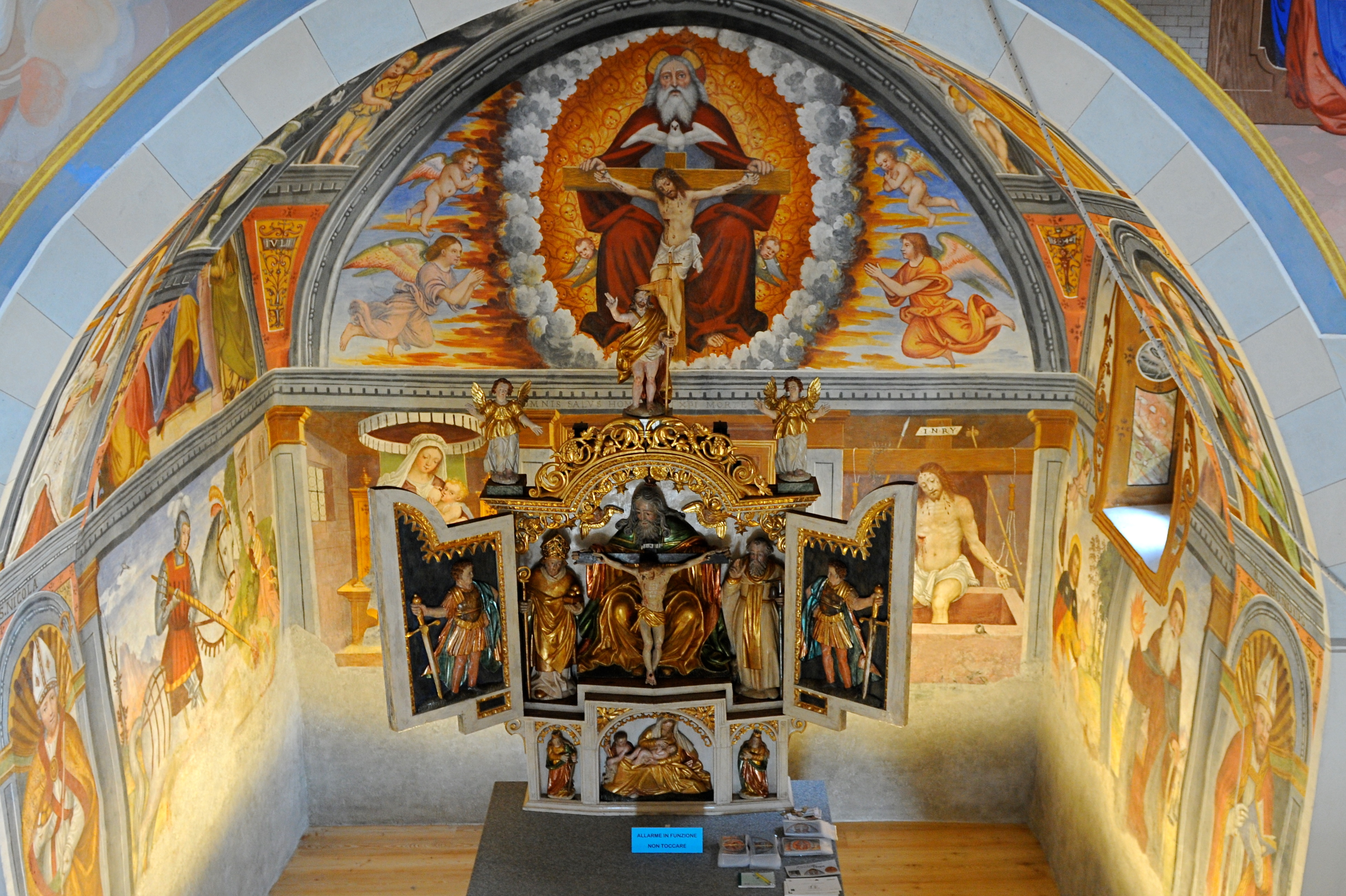
Kirche Santissima Trinità: Innenraum

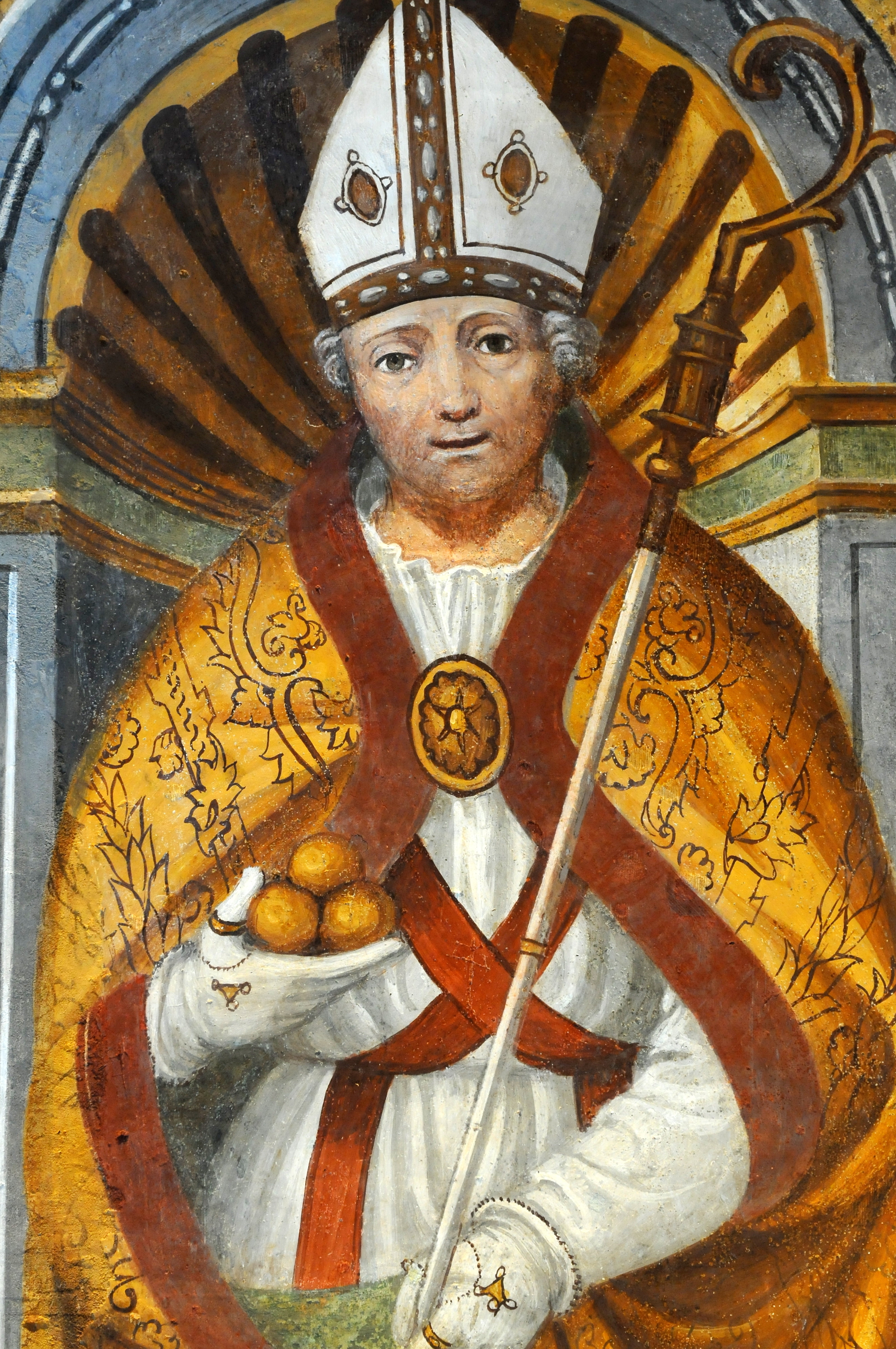
Kirche Santissima Trinità: Nikolaus von Myra

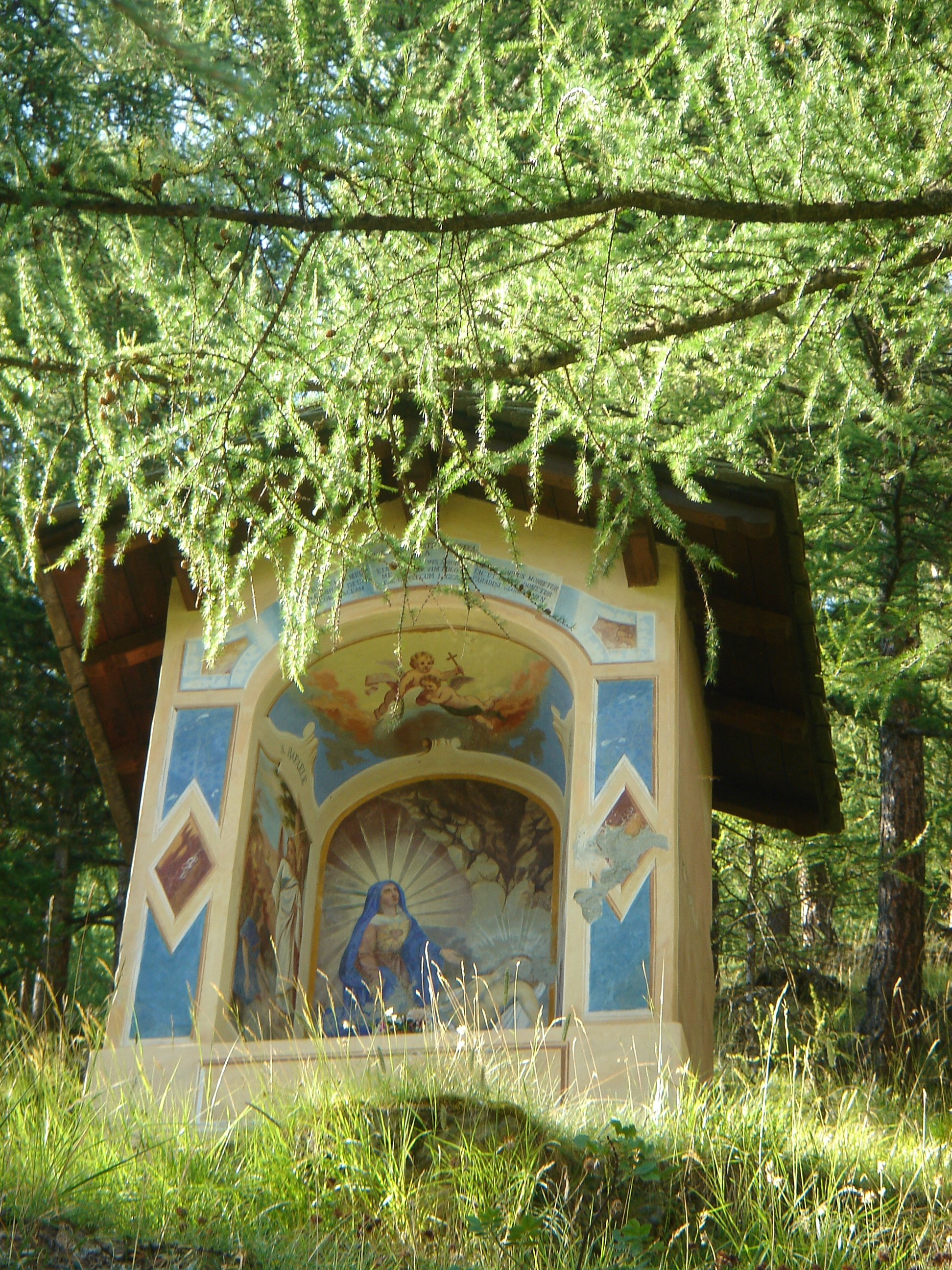
Bergkapelle Madonna Addolorata

Valfurva ist eine norditalienische Gemeinde (comune) mit 2434 Einwohnern (Stand 31. Dezember 2024) in der Provinz Sondrio in der Lombardei.

## Geographie
Die Gemeinde liegt etwa 53 Kilometer nordöstlich von Sondrio und grenzt unmittelbar an die Provinzen Brescia, Bozen und Trient (Trentino-Südtirol). Valfurva ist die östlichste Gemeinde der Provinz und zusammen mit der Nachbargemeinde Bormio ein bekanntes Skigebiet. Die Nachbargemeinden sind Bormio, Martell (BZ), Peio (TN), Ponte di Legno (BS), Sondalo, Stilfs (BZ) und Valdisotto.

## Toponomastik
Der alte Name des Dorfes Sant’Antonio, Furva oder Furvaplana, wurde erweitert, um das gesamte Tal zu definieren und zu identifizieren. Eine Besonderheit des Valfurva ist nur die Aufgabe einiger alter Ortsnamen, den Namen des Heiligen Titulats der Kirche anzunehmen: Genau wie Sant’Antonio, der den Namen Furva verloren hat, wurde Flodraglio San Nicolò genannt, aus Zurdo wurde San Gottardo und Magliavacca Santa Caterina.

## Ortsteile

### Santa Caterina Valfurva
Santa Caterina ist eine Urlaubsresidenz der ehemaligen Skirennläuferin Deborah Compagnoni. Es gibt Wintersportarten wie Nordic und Abfahrtsski. Einige Routen können 3000 Meter erreichen. Die Einwohnerzahl beträgt 250.

### Madonna dei Monti
Madonna dei Monti (ca. 750 Einwohner) ist eine Fraktion und eine Pfarrei des Valfurva, die aus neun Gemeinden besteht, die sich auf einer Höhe zwischen 1400 und 1700 m auf der sonnigen rechten Seite des Tales an der Mündung des Val Zebrù erstrecken. Ausgehend von unten treffen die Häuser von Paris, Adam, Plazzòla, Canéreglia, Niblogo, Noàl, Cadalberto, Fantelle und Plazzanecco zusammen, Dörfer, die ihre ursprünglichen Merkmale noch weitgehend erhalten haben.
Die typische Architektur der alten Herrenhäuser der Madonna dei Monti unterscheidet sich von den Häusern im Talboden durch germanischer Einflüsse. Vermutlich wurden diese bewohnten Zentren von Walsern gegründet, die in diesen Tälern auf der Suche nach neuen zu kolonisierenden Ländern oder von Gruppen bayerisch-tiroler Bergarbeiter, die sich mit der Ausbeutung der Eisenerzgruben von Val Zebrù beschäftigten, gebaut wurden.

### Sant’Antonio
Sant’Antonio (ca. 1462 Einwohner) ist ein Teil des Tals, der einen der ursprünglichen Kerne des Landes beherbergt, in dem sich heute die Schulen befinden. Dort befindet sich auch die bedeutende Kirche Sant’Antonio abate. Am 17. Januar wird ein Fest zu seinen Ehren veranstaltet.

### Teregua
Die Fraktion Teregua bewahrt die Kirche Santissima Trinità. Über der Eingangstür in einer Lünette befindet sich das Fresko der Heiligen Dreifaltigkeit; im Apsys sind merkwürdige Fresken (1546) des Malers Vincenzo de Barberis aus Brescia. Die Bildgeschichte wird von der Ikonographie der Dreieinigkeit und der vier Evangelisten beherrscht, aber auch von der volkstümlichen Liebe: Heilige Agatha, Agnes von Rom, Lucia von Syrakus, Barbara von Nikomedien und Katharina von Alexandrien, erscheinen in der Nähe der Heiligen Georg (Heiliger), Antonius der Große, Rochus von Montpellier und Nikolaus von Myra.

### Uzza
In Uzza befindet sich die Kirche San Rocco aus dem 15. Jahrhundert.

## Geschichte

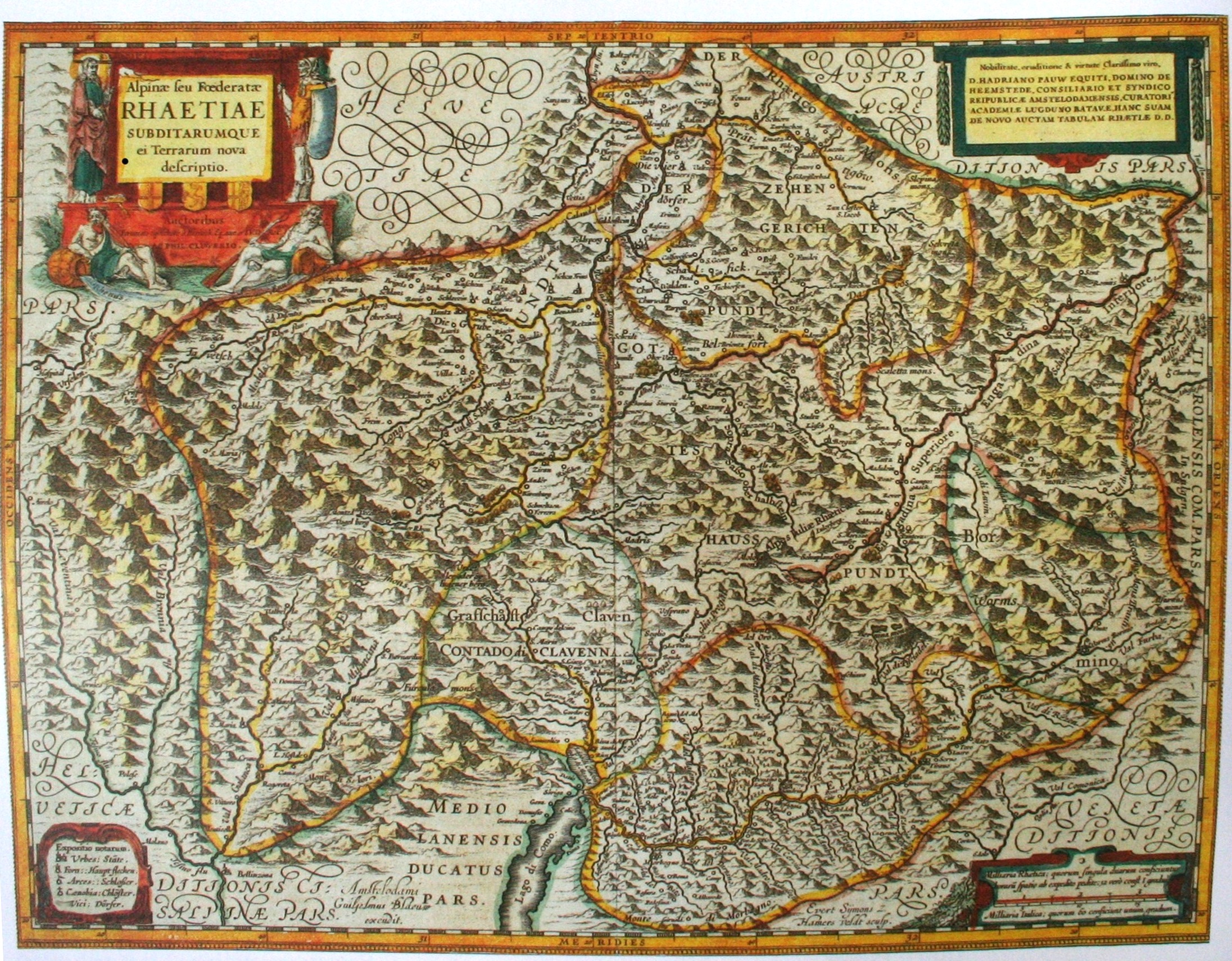

In den 14. und 15. Jahrhundert. Valfurva ist ein wichtiger Transitpunkt, der durch das Gavia-Tal die Republik Venedig und die Grafschaft Bormio verbindet und so die Entwicklung profitabler Geschäftsbeziehungen begünstigt. Im Laufe der Jahrhunderte hat Valfurva die Geschichte und das Schicksal der Magnifica Terra, der kleinen autonomen Republik Bormio, verfolgt, die es geschafft hat, im Laufe der Jahrhunderte eine florierende Handelsaktivität zu bewahren und zu fördern.
Santa Caterina Valfurva wird zu einem berühmten Kurort aus dem siebzehnten Jahrhundert. Dank der Quellen des eisenhaltigen Wassers, die 1698 vom Pfarrer Don Baldassare Bellotti entdeckt wurden. Die Quellen, die aus dem Untergrund fließen, sind zwei: die Quelle schwefelhaltigen Wassers, die reich an Schwefel ist, und die Quelle der Akua-Forta, die mit Eisen imprägniert sind und einen sauren und würzigen Geschmack haben.
Es ist ein Wasser mit bemerkenswerten therapeutischen Eigenschaften, dessen Ruhm bald die Grenzen des Tales übersteigt; viele kommen von den Stufen Mortirolo und Gavia, vor allem Adlige und Adlige. Langsam beginnt sich das Land zu verwandeln und gastfreundlicher zu werden; die Quelle wird verschönert und um sie zu schützen, wird ein ungewöhnlicher gotischer hölzerner Pavillon gebaut, ein einzigartiges Werk, das sich sehr von den typischen Bergbauten unterscheidet. 1835 wurde in Santa Caterina Valfurva eine echte Anlage zur Abfüllung der erstaunlichen Akua Forta eröffnet, die so berühmt wurde, dass sie ins Ausland exportiert wurde.
Nach dem Ende der Herrschaft im Jahre 1797 folgte das Schicksal des Contado und wurde Teil der Lombardei. Im Jahr 1816, nach einer ersten Teilung des Tals in zwei getrennte Gemeinden, wurden alle Bezirke der einzigen Gemeinde Valfurva einbezogen, wie sie sich bereits im alten Regime versammelt hatten. Unter den wirtschaftlichen Aktivitäten, zu den traditionellen mit Berg Landwirtschaft, Zucht und einem schlechten Handel durch den Gaviapass, in der zweiten Hälfte des neunzehnten Jahrhunderts die ersten touristischen Aktivitäten verbunden waren: Bergsteigen und Heilung mit den gesunden eisenhaltigen Gewässern.

## Tourismus
Das Grand Hotel Santa Caterina bot den ersten Bergsteigern, vor allem Engländer und Deutsche, eine bequeme Basis, um die faszinierenden Berge zu erklimmen, die das Valfurva krönen, sowie ein komfortables und raffiniertes Zuhause für die Elite, die Behandlungen mit den berühmten Gewässern wählte. Der Tourismus, der noch in den Kinderschuhen steckt, wird dann zum führenden Wirtschaftszweig für das gesamte Tal werden und eine andere Tätigkeit als Ergänzung zur Landwirtschaft vergessen lassen: den Schuhmacher, einen saisonalen Einwanderer in den Ländern Norditaliens. Von dieser uralten Praxis gibt es nur das Studium ihres charakteristischen Jargons für Linguisten: al plat di scióbar.

## Sehenswürdigkeiten
- Kirche Santissima Trinità im Ortsteil Teregua enthält wichtige Fresken (1546) von Francesco de Barberis aus Brescia.
- Pfarrkirche San Nikolaus von Myra im Ortsteil San Nicolò, mit Gemälde Santissima Trinità (XVII Jahrhundert) von G.B. und Giovan Paolo Recchi aus Como.
- Kirche San Rocco im Ortsteil Uzza mit grosses Fresko San Cristoforo (XV Jahrhundert).
- Museo vallivo della Valfurva gegründent 1974.

## Persönlichkeiten
- Achille Compagnoni (1914–2009), Bergsteiger
- Deborah Compagnoni (* 1970), Skirennläuferin, in Valfurva aufgewachsen
- Tino Pietrogiovanna (* 1950), Skirennläufer
- Fabrizio Pedranzini (* 1954), Skilangläufer
- Pietro Vitalini (* 1967), Skirennläufer, in Valfurva aufgewachsen